# Лангкаві
Лангкаві — архіпелаг в Андаманському морі, поблизу західного берега Малайського півострова. Належить до штату Кедах у Малайзії, адміністративно складає округ (даера) з центром та найбільшим містом Куах. Зі 104 островів лише 4 є населеними. Туристичний центр з популярними пляжами.

## Географія

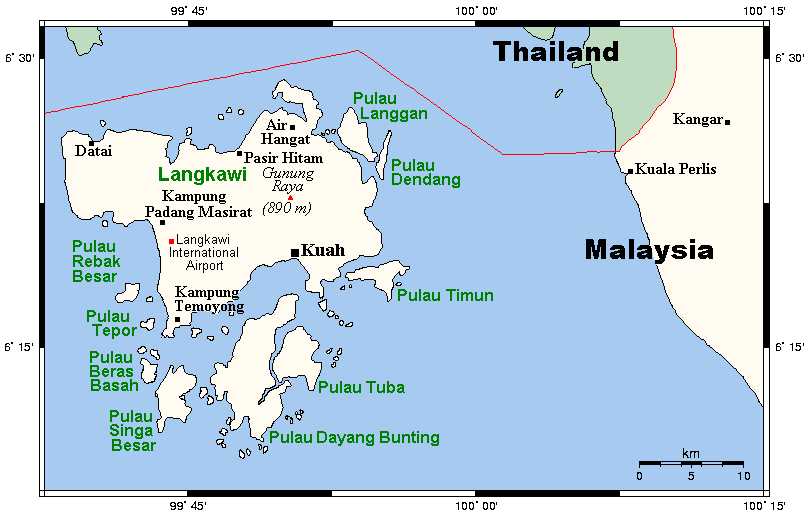
Карта островів Лангкаві

Архіпелаг складається з великого острова Пулау-Лангкаві (малай. Pulau Langkawi) та ще 98 менших островів.

## Транспорт
На головному острові розташовано аеропорт Лангкаві, який приймає рейси з міст Малайзії, Сінгапуру, Таїланду, Камбоджі тощо.
Порт пов'язаний поромним зв'язком з малайськими містами Пенанг, Куала-Кеда, Куала-Перліс таїландськими містом Сатун та островом Ко Ліпе.
На островах немає громадського транспорту. Переїзди здійснюються за допомогою таксі, а також є пункти оренди велосипедів, мотоциклів, автомобілів.

## Споруди
На головному острові побудований один з найбільших у світі висотний одноопірний міст з оглядовим майданчиком. Висота мосту — 650 м, кріпиться він до похилої опори 8-ма вантами.

## Події
У Лангкаві з 1991 року кожні два роки проводиться Міжнародна суднобудівна та аерокосмічна виставка Лангкаві (англ. LIMA). У 2017 році в ній вперше взяло участь українське державне підприємство «Укроборонпром».